# The Final Cut (miniserie)
The Final Cut is een miniserie die in 1995 door de BBC werd uitgezonden. Het vormt het laatste deel van de House of Cards-trilogie en is gebaseerd op de gelijknamige roman van Michael Dobbs. Na House of Cards uit 1990 en To Play the King uit 1993, waarin de greep naar de macht van Francis Urquhart beschreven wordt, toont deze serie het einde van de loopbaan van de premier, gespeeld door Ian Richardson. In de serie is de Turkse invasie van Cyprus ongeveer vijfentwintig jaar geleden, waardoor het verhaal zich omstreeks het jaar 2000 afspeelt. In dit laatste deel speelt Urquharts vrouw Elizabeth, gespeeld door Diane Fletcher, een actievere rol dan in de vorige twee miniseries.

## Samenvatting
Francis Urquhart bestuurt het Verenigd Koninkrijk met ijzeren hand. Margaret Thatcher is overleden en hij is geobsedeerd door het feit dat hij nog steeds niet haar record van elf jaar premierschap heeft gebroken. Er zijn plannen voor een standbeeld van Thatcher midden in Londen en Urquhart wil graag het zijne ernaast hebben. Hij krijgt steeds meer flashbacks van de mensen die hij in de loop van zijn carrière heeft gedood: journaliste Mattie Storin, die hij aan het eind van House of Cards van het dak van het parlement had geduwd omdat ze ontdekt had dat hij minister Roger O'Neill had vermoord, gevolgd door zijn persverantwoordelijke Sarah Harding en zijn oudste vriend, partijvoorzitter Tim Stamper, die eveneens beiden de waarheid hadden ontdekt. Zijn huidige kabinet bestaat uit weinig krachtdadige figuren die hij eenvoudig kan manipuleren en de parlementaire oppositie stelt weinig voor. Er staat een historische primeur op stapel: een vredesverdrag tussen de Grieks- en Turks-Cyprioten.
Tijdens een autorit wordt Urquhart door enkele vandalen overvallen. Zijn lijfwacht en sterke man, Corder, aarzelt niet om ze alle drie dood te schieten, ofschoon ze geen vuurwapens bij zich hadden. In het ziekenhuis ijlt Urquhart. Ten tijde van de Suezcrisis anno 1956 was hij op Cyprus gestationeerd en doodde er twee jongemannen bij een dorpje in het Troödosgebergte, waarna hij hun lijken in brand stak. Zijn vrouw Eilzabeth acht het tijd om aan hun pensioen te denken. Mijnheer Nures, een Turks-Cyprioot, is een vrijgevige partijdonor die vertrouwelijke informatie over een aardolieveld heeft dat net op de grens tussen Grieks- en Turks-Cyprus zal liggen. Deze grens moet door een internationale jury onder leiding van de Britse rechter Sir Clive Watling worden vastgelegd: mocht het petroleumveld aan Turkse zijde komen te liggen, dan belooft Nures het echtpaar Urquhart een percentage van de opbrengst, goed voor circa 7,5 miljoen pond. Elizabeth laat tegenover Sir Clive discreet een woordje vallen over het potentiële bestaan van dit aardolieveld.
Claire Carlsen wordt Urquharts nieuwe persoonlijke assistente: met haar begint Urquhart geen seksuele relatie, want ze heeft een affaire met Tom Makepeace, de minister van buitenlandse zaken. De achterdochtige premier is bezorgd dat Makepeace ambities heeft zijn opvolger te worden. Makepeace is niet opgetogen met het feit dat het Cypriotische vredesverdrag door hem werd uitgewerkt en Urquhart met de eer gaat lopen. Maria Passolides is een Britse van Grieks-Cypriotische afkomst. Haar vader, Evanghelos, is ervan overtuigd dat Urquhart in 1956 zijn twee broers vermoordde. Maria wil de waarheid over de dood van haar ooms achterhalen en roept de hulp van Claire in.
In de tussentijd slinkt Urquharts populariteit zienderogen. Hij klampt zich krampachtig vast aan de macht en vervreemdt zich steeds meer van zijn kabinetsleden. De excentrieke rokkenjager Geoffrey Booza Pitt wil graag een riddertitel, maar Urquhart kan hem chanteren doordat hij een affaire met de vrouw van een lokale politicus in zijn kiesdistrict heeft. Makepeace is de capriolen van de eerste minister echter beu en keert zich demonstratief tegen de regering. Hij neemt ontslag als minister van buitenlandse zaken en na zijn afscheidstoespraak steekt hij over naar de andere kant van het House of Commons ('crossing the house'). Hij verbreekt zijn relatie met Claire Carlsen, omdat hij vermoedt dat zij hem als inlichtingenkanaal voor de premier gebruikt.
Nu Urquharts enige doel in het doorbreken van Thatchers regeringsrecord lijkt te bestaan, besluiten hij en Elizabeth dat ze misschien hun eigen versie van de Falklandoorlog kunnen uitlokken. President Nikolaou van Grieks-Cyprus komt in eigen land in opspraak nadat uitlekt dat de Turks-Cyprioten het petroleumveld op hun grondgebied hebben gekregen. Er ontstaat een internationale crisis. Urquhart belooft Nikolaou militaire steun: hij heeft immers de dienstplicht weer ingevoerd en heeft aanzienlijke aantallen soldaten op het eiland gelegerd.
Claire wil van twee walletjes eten door zowel met Urquhart als Makepeace op goede voet te staan en Geoffrey Booza Pitt denkt dat zijzelf graag premier wil worden. Ze brengt Makepeace in contact met Maria Passolides, die met haar vader onderzoek in de archieven heeft verricht. Er bestaat een document van het allerhoogste geheimhoudingsniveau waarin Urquhart, destijds nog luitenant, verslag van de moordpartij op Cyprus uitbrengt. Makepeace overreedt Claire dit document bij het ministerie van defensie op te halen. Dit is een strafbaar feit, waarvoor ze zeven jaar cel kan krijgen. Makepeace begint in het parlement lastige vragen over het oorlogsverleden van de premier te stellen.
Corder, die het vuile werk voor de Urquharts opknapt, weet dat Carlsen illegaal dit document in haar bezit heeft en eist het op dreigende toon terug. Middelerwijl escaleert de situatie op Cyprus: terroristen hebben president Nikolaou en de Britse hoge commissaris ontvoerd en eisen een herverdeling van het Grieks-Cypriotische territorium. Urquhart stuurt het leger eropaf en geeft de opdracht bosbranden aan te steken, zodat zijn elitetroepen de president en de hoge commissaris kunnen bevrijden. Makepeace krijgt het cassettebandje waarop Urquhart de moord op O'Neill bekent en Mattie Storin van het dak van het parlement duwt.
De Britse tanks op Cyprus worden door een groep schoolmeisjes tegengehouden, die bloemen naar de soldaten gooien. Majoor Jardine, die een rechtstreekse telefoonverbinding met Downing Street heeft, krijgt orders de straat vrij te maken. Achter de bomen duiken mannen met machinegeweren op. De soldaten vuren erop los en de weg ligt vol dode schoolkinderen. Urquharts kabinetsleden deserteren: dit gaat hun veel te ver. Maria Passolides confronteert Urquhart op het terrasdak van het parlement met haar verdenking dat hij de moordenaar van haar ooms is. Even lijkt het alsof Urquhart ook haar van het dak af zal duwen. De stemming in het parlement wordt opstandig: na de tragedie op Cyprus roept iedereen luidkeels om Urquharts aftreden. Halsstarrig houdt de premier voet bij stuk en hij verklaart dat de wet nooit ofte nimmer door terroristen gecompromitteerd kan worden.
Makepeace informeert de eerste minister dat hij bewijsmateriaal heeft voor de moord op Storin, O'Neill, Harding en Stamper. Hij belooft nog zes dagen te wachten, zodat Urquhart eindelijk het record van Thatcher kan doorbreken. Claire Carlsen blijft met lege handen achter. Zij is in de publieke perceptie zodanig betrokken bij de persoonlijke entourage van Urquhart dat het voor Makepeace politieke zelfmoord ware, haar een ministerpost aan te bieden. Makepeace laat haar vallen. Tijdens de onthulling van het Thatcher-monument staan de politici en de jonge koning op het gras en zingen God Save the King. Door de menigte sluipt Evanghelos Passolides met een pistool. Dan schieten sluipschutters Urquhart en de Cyprioot dood. Elizabeth was de opdrachtgever: zij had een affaire met Corder, die het belastende cassettebandje aan Makepeace had doorgespeeld. Makepeace moet nu de nieuwe premier worden en kan op Corders trouwe diensten rekenen.

## Rolverdeling
| Acteur           | Personage             |
| ---------------- | --------------------- |
| Ian Richardson   | Francis Urquhart      |
| Paul Freeman     | Tom Makepeace         |
| Isla Blair       | Claire Carlsen        |
| Nickolas Grace   | Geoffrey Booza Pitt   |
| Nick Brimble     | Corder                |
| Diane Fletcher   | Elizabeth Urquhart    |
| Yolanda Vazquez  | Maria Passolides      |
| Joseph Long      | President Nikolaou    |
| Kevork Malikyan  | Nures                 |
| Leon Lissek      | Evanghelos Passolides |
| Miles Richardson | Majoor Jardine        |